# Lucius Tarquinius Priscus
Lucius Tarquinius Priscus, ook wel Tarquinius I of Tarquinius de Oude, was de 5e koning van Rome (ca. 616 - ca. 578 v.Chr.) en de stichter van de Etruskische dynastie die Rome heeft geregeerd. De latere koning L. Tarquinius Superbus was zijn zoon.

## Biografische gegevens
Volgens de overlevering was Lucius Tarquinius Priscus de zoon van een van Korinthe afkomstige Griek, Demaratos genaamd, die zich in de Etruskische stad Tarquinii had gevestigd. Zijn moeder was een Etruskische. Over Tarquinius' oorspronkelijke Etruskische naam bestaat geen zekerheid. Volgens Livius zou zijn praenomen 'Lucius' een gelatiniseerde vorm van Lucumo zijn. Deze naam correspondeert echter met het Etruskische lauchme dat 'koning' betekent. Het lijkt erop dat Livius namen en titels met elkaar heeft verwisseld. Sommige geleerden zijn van mening dat de figuur afgebeeld in een fresco in de beroemde Etruskische Tombe François te Vulci, die blijkens de inscriptie Cneve Tarchunies Rumach (d.i. "de Romeinse Gnaeus Tarquinius") heet, Tarquinius Priscus voorstelt.

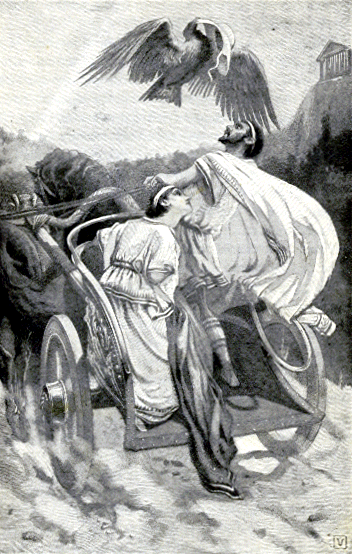
Tarquin en de roofvogel

Tarquinius was van oordeel dat er voor hem grotere zaken waren voorbestemd dan hij als zoon van een immigrant in Tarquinii kon bereiken. Samen met zijn eerzuchtige vrouw Tanaquil, die hem in deze ambitie steunde, trok hij naar het jonge, opkomende Rome. Toen het paar de stad naderde, gebeurde er op de Janiculum-heuvel iets eigenaardigs: een roofvogel greep de hoed van Tarquinius, vloog er even mee rond, en zette toen het hoofddeksel terug. Tanaquil legde dit uit als een hemels voorteken, en leidde eruit af dat hij in Rome een grote toekomst tegemoet kon zien.
Eenmaal in Rome gevestigd, latiniseerde hij zijn naam tot Lucius Tarquinius (naar zijn geboortestad) en wist zich, met zijn vermogen en zijn waardevolle raad, op korte tijd in brede kringen geliefd te maken, niet het minst bij de regerende koning Ancus Martius. Na diens overlijden wist Tarquinius de zonen van Ancus, tot hun ongenoegen, opzij te schuiven en zelf het koningschap te bemachtigen.
Hij gold als een bekwaam en machtig vorst, al trad hij weleens in conflict met de religieuze voorschriften. Toen de augur Attius Navius kritiek op zijn beleid formuleerde, daagde hij deze uit een opdracht te realiseren waar hij, de koning, net aan dacht. Attius aanvaardde de uitdaging, waarop de koning hem opdroeg een steen te splijten met een scheermes. De augur deed zonder aarzelen wat hem werd gevraagd, en wist hiermee voorgoed het prestige van het college van de augures te bevestigen.
Toen Tarquinius bekendmaakte dat hij zijn adoptiefzoon Servius Tullius als zijn opvolger had aangeduid, in het nadeel van zijn eigen zonen, werd hij vermoord door de afgunstige zonen van Ancus Martius, die een tweede maal het koningschap aan hun neus voorbij zagen gaan. Door het koelbloedige optreden van de koningin werden echter hun plannen voor de machtsgreep verijdeld, zodat Servius Tullius zonder tegenstand als troonopvolger kon worden geïnstalleerd.
Dit verhaal is te vinden bij Titus Livius. Tarquinius I zou Etruskische gebruiken als gladiatorengevechten en circusspelen, de triomftocht en de waarzeggerskunst (auspicia) in Rome hebben geïntroduceerd. Ook zou hij begonnen zijn met de aanleg van een eerste stadsomwalling, die onder zijn opvolger Servius Tullius werd voltooid (en diens naam droeg). Bij andere auteurs lezen we dat hij de Sibyllijnse Boeken zou hebben gekocht, een verzameling orakelspreuken die bewaard werd in de tempel van Jupiter Capitolinus, en die tot ver in de keizertijd door een bijzonder priestercollege werd geraadpleegd in noodtoestanden. Hij wordt ook gezegd de sella curulis te hebben ingevoerd (Flor., I 5).

## Regering
Tijdens de regering van Tarquinius Priscus is een aantal grote projecten gerealiseerd, zoals de ommuring van de stad (later voltooid door zijn opvolger Servius Tullius) en de aanleg van het Cloaca Maxima. Tevens stichtte Tarquinius het Circus Maximus. Tot zijn belangrijkste bijdragen wordt de oprichting van de Tempel van Jupiter Optimus Maximus op de Capitolijn gerekend. Dit heiligdom was tijdenlang de belangrijkste religieuze plaats in de Romeinse wereld. De Etruskische kunstenaar Vulca van Veii zou in opdracht van Tarquinius Priscus het cultusbeeld van Jupiter hebben vervaardigd, alsmede een grote akroterie van de god in een vierspan (Plin. Nat. Hist. 35, 157). De bouw van de tempel werd onder Tarquinius Superbus voltooid.

## Invloed op latere literatuur en andere kunstvormen
Taferelen uit het avontuurlijke leven van Tarquinius I werden regelmatig uitgebeeld in de beeldende kunsten. In muziek en toneel is de thematiek slechts zelden gebruikt, maar Herwig Hensen schreef in 1953 een opmerkelijk toneelstuk over Tarquinius en Tanaquil, waarin de voortdurende voorkennis en wijsheid als dodelijk voor de menselijke geest worden afgeschilderd.